# هيئة الإمداد والتموين للقوات المسلحة (مصر)
هيئة الإمداد والتموين للقوات المسلحة هي إحدى هيئات القوات المسلحة المصرية. تم تنظيم هيئة الإمداد والتموين للقوات المسلحة بشكلها الحالي عام 1959. وتقوم عن طريق إدارتها التابعة (التعيينات، النقل، المطبوعات، الوقود، المهمات، الخدمات الطبية، الخدمات البيطرية، إدارة الإطفاء والإنقاذ) بمهام التأمين الإداري والاكتفاء الذاتي لتشكيلات ووحدات القوات المسلحة، عن طريق نظام دقيق لإمداد القوات بوسائل الإعاشة والاحتياجات الإدارية، وتقديم الدعم الطبي للقوات سلماً وحرباً، والاهتمام بجميع جوانب إعاشة الفرد المقاتل، وتحقيق الرقابة النوعية على جميع أصناف المنتجات المستخدمة داخل القوات المسلحة، بالإضافة إلى المشاركة الفعالة في دعم مسيرة التنمية ومعاونة القطاع المدني بالدولة.

## مهام الهيئة
- تتولى منظومة التأمين الإداري عبر نظام دقيق لإمداد القوات بوسائل الإعاشة والاحتياجات الإدارية
- تطوير منظومة الإمداد والتموين للقوات المسلحة
- تمتلك الإدارات التابعة للهيئة أحدث الأجهزة والمعدات التي زودت بها لتحقيق التأمين الإداري والاكتفاء الذاتي لتشكيلات ووحدات القوات المسلحة ومعاونة القطاع المدني
- تمتلك الهيئة أحدث خطوط الإنتاج التي زودت بها للارتقاء بمستوي إعاشة الفرد المقاتل ومعاونة القطاع المدني في مجال إنتاج الخبز بطاقة إنتاجية وصلت إلي 3 ملايين رغيف يوميا وإنشاء مصانع لإنتاج المكرونة وتعبئة الخضراوات
- تنتج الهيئة المهمات والملبوسات المختلفة لتلبية متطلبات القوات المسلحة وتصنيع أزياء الاحتفالات والمهرجانات والأعياد القومية وإنتاج الأثاثات والمنتجات الخشبية والمعدنية ذات الجودة العالية والتي يتم تصديرها للعديد من الدول
- تمتلك الهيئة خط لإنتاج الماسك الواقي وفقا للمواصفات العالمية لتوفير احتياجات المستشفيات العسكرية ووزارة الصحة وكذلك أحدث الأجهزة والعربات المجهزة طبيا لدعم مستشفيات القوات المسلحة المنتشرة في مختلف المحافظات
- المسئولة عن تطوير القاعدة الإنتاجية من الأدوية والأجهزة التعويضية وطرح الفائض منها للقطاع المدني
- المسئولة عن النظم الإنتاجية لتوفير احتياجات القوات المسلحة من المطبوعات والمنتجات الكارتونية والورقية ونظم الإطفاء والإنقاذ والتدخل

السريع لمكافحة الحرائق ومعاونة أجهزة الدفاع المدني في التغلب علي العديد من الكوارث والأزمات
- تطوير الأداء من خلال عدد من المبتكرات والبحوث الفنية ونظم المحاكيات ومساعدات التدريب لمواكبة التطور العالمي في كافة المجالات الإدارية
- تقديم المعاونة في أوقات المحن والأزمات عن طريق الأطقم التابعة لإدارات الهيئة للقيام بأعمال الإنقاذ والنجدة والتدخل السريع ومعاونة القطاع المدني في التغلب علي الآثار الناجمة عن الكوارث بدفع عناصر الإنقاذ والإطفاء إلي مكان الحدث وإخلاء الحالات المصابة إلي مستشفي جراحي متنقل تم فتحه لسرعة التعامل مع المصابين وتوفير كافة متطلبات الإنشاء لمعسكرات الإغاثة

## دور الهيئة في الحروب
كان لها دور رئيسي في كافة الحروب التي خاضتها مصر والإعداد لحرب أكتوبر وتقديم الدعم الإداري والطبي للقوات طوال مراحل المعركة.

## الإدارات التابعة
يتبع الهيئة عدة إدارات هي :
- إدارة التعيينات.
- إدارة النقل.
- إدارة المطبوعات والنشر.
- إدارة الوقود.
- إدارة المهمات.
- إدارة الخدمات الطبية.
- إدارة الخدمات البيطرية.
- إدارة الإطفاء والإنقاذ.[6]

## رؤساء الهيئة
- لواء أركان حرب / محمد كمال الدين السعيد.[7]
- لواء أركان حرب / هاني كامل.[8]
- لواء أركان حرب / أحمد الصيفي.[9]
- لواء أركان حرب / وليد حسين أبو المجد.[10]
- لواء أركان حرب / صلاح الدين حلمي.[11]
- لواء أركان حرب / عبد المرضي عبد السلام.[12]
- لواء أركان حرب / جمال إسماعيل فهمى.[13]
- لواء أركان حرب / محمد علي مصيلحي الشيخ.[14]
- لواء أركان حرب / محمد معتصم حافظ.[15]
- لواء أركان حرب / سامح صادق.[5]
- لواء أركان حرب / عطية منصور.[16]
- لواء أركان حرب / نوال السعيد.[17]
- لواء أركان حرب / صالح بدير.[18]